# Metacatharsius anomalus
Metacatharsius anomalus är en skalbaggsart som beskrevs av Felsche 1910. Metacatharsius anomalus ingår i släktet Metacatharsius och familjen bladhorningar. Inga underarter finns listade i Catalogue of Life.